# Ясновидіння

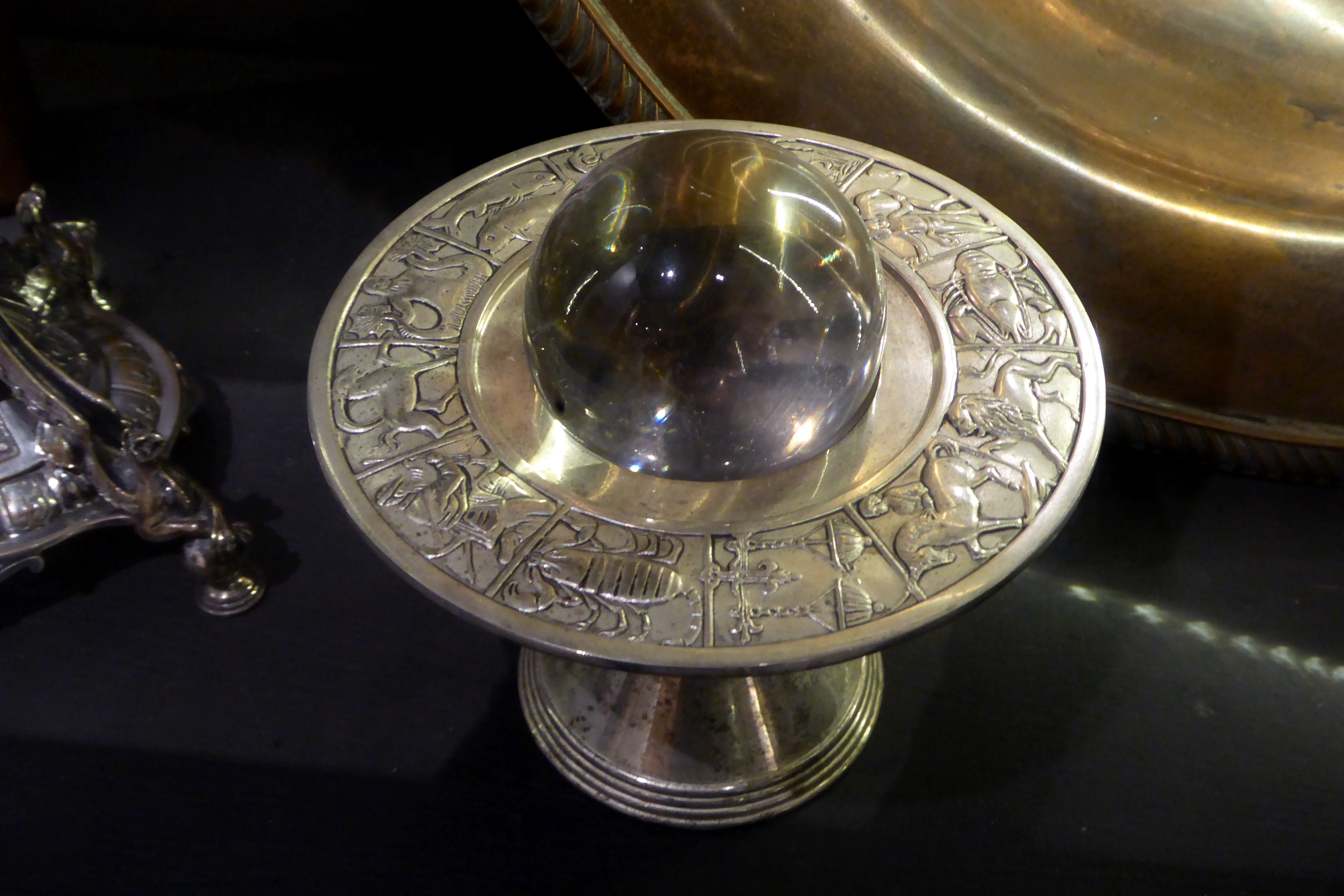
Кришталева куля — поширений атрибут ясновидців

Ясновиді́ння — здатність отримувати знання без використання звичайних каналів сприйняття інформації чи раціонального мислення. Розглядається парапсихологією як передбачення явищ, їх розпізнавання на відстані, у випадку спіритуалізму — з допомогою духів. На відміну від телепатії, ясновидінням отримується інформація про фізичні чи фізіологічні явища й процеси, але не психічні. Синоніми ясновидіння — телестезія, телопсія, телекогнозис.

## Різновиди ясновидіння
Головним чином під ясновидінням розуміється різновид екстрасенсорики, отримання знання про поточні явища й процеси без задіяння відомих відчуттів. Часто ясновидіння поділяється на отримання знання про минуле (ретрокогніцію), отримання знання про майбутнє (передбачення) та відчуття теперішніх подій за межами звичайного сприйняття. Шарль Ріше під терміном криптестезія об'єднував ясновидіння як дізнавання незвичайними способами поточних подій, передбачення майбутнього, видіння, психометрію, лозоходство і телепатію. Особливі різновиди ясновидіння: сприйняття крізь перепони, сприйняття будови організмів чи механізмів, переміщення центру сприйняття в просторі, відчуття духів.
Досвід ясновидіння може бути особистим, або з використанням навіювання (наприклад, під гіпнозом), і з застосуванням посередників (наприклад, вдивляння в кришталеву кулю).

## Дослідження ясновидіння
Жодних експериментально підтверджених академічною наукою прикладів ясновидіння не зареєстровано. Це пояснюється тим, що не існує загальновизнаних засобів для фіксування та дослідження ясновидіння, а також визнаних дослідників та науковців у цій сфері. Водночас віра в ясновидіння дуже поширена. Так, у США в нього вірять від 25 % до 40 %. Здавна ясновидцями описуються священнослужителі, шамани. Найвідоміші приклади ясновидців: Нострадамус, Едгар Кейсі, Ванга, Вольф Мессінг, Джуна.
У 1831 році в «Доповіді про експерименти з тваринного магнетизму» для Французької королівської академії наук описувалось явище опізнання предметів і навіть читання книг при заплющених очах в стані сомнамбулізму. В 1837 Французька академія оголосила про нагороду в 3000 франків тому, хто продемонструє дійсне ясновидіння.
На другу половину XIX століття припадає хвиля досліджень ясновидіння з метою документально зафіксувати його та дати раціональні пояснення. Томас Едісон проводив з Бертом Різом успішні експерименти, в яких писав питання на папері, а Різ водночас відповідав на них, перебуваючи у віддаленій кімнаті. Такі ж експерименти проводив з Різом Альберт Фрейхер фон Шренк-Нотцінг. Подібні дослідження здійснював Стефан Осовецький з Шарлем Ріше та Густавом Гелі: Осовецький описував на відстані що зображено чи написано на схованій від нього картці. Подібного роду ясновидіння приписувалося таким особам, як Вільям Мозес, Мадам д'Есперанс, Генріх Цшокке, втім, так і не було запропоновано прийнятного наукового пояснення таких явищ, як і не надано свідчень їх достовірності. Головним псевдонауковим поясненням був «тваринний магнетизм» — гіпотетична сила, котрою володіють усі живі істоти, та якою здійснюються дистанційні впливи. Водночас фіксується медичне ясновидіння, за якого людина діагностує стан іншої людини. Такі випадки фіксував Вільям Грегорі, Вальтер Тревелян, Джон Елліотсон, Герберт Мейо, Едгар Кейсі. Вальтер Кінлер пов'язував медичне ясновидіння з відчуттям зміни аури. Вільям Барретт, Луї Альфонс Каганет, Фредерік Майєрс і Шарль Ріше збирали свідчення «подорожей» зором за межі тіла в просторі й часі, як спонтанні, так і цілеспрямовані в стані трансу. Артур Конан Дойл пояснював ясновидіння існуванням особливої субстанції ектоплазми, що виділяється тілом і може реагувати з духовними об'єктами.
Примітне дослідження Деніела Комстока, котрий описав випадок пацієнтки, сітківка очей якої мала аномальну чутливість до ультрафіолету, що дозволяло їй бачити більше, ніж пересічним людям.
У 1920-ті роки відбувалося багато досліджень впливу різних хімічних речовин на прояви ясновидіння, або ж того, що за такі прояви сприймається. Герард Гейманс і Генрі Брюгманс встановили, що здібності, описувані як екстрасенсорні, зростають при вживанні алкоголю і бромідів. Шарль Домвіль-Файф, Луїс Левін, Норман Джінс і Олдос Гакслі описували в 1920-50-і роки вплив наркотиків на формування образів, які постають в уяві видіннями майбутнього, відчуттями «тонкої матерії», посланнями духів тощо.

## Раціональні пояснення
Віра в ясновидіння вельми поширена. Так, опитування, проведене в США у 2001 році Інститутом Ґеллапа, показало, що 32 % опитаних вірять у реальність ясновидіння. При цьому з 1990 кількість прихильників реальності цієї здатності зросла на 6 %. Переважно це особи 18-29 років, серед яких трохи переважають чоловіки. Примітно, що ясновидцями часто вважають себе ті люди, що мають проблеми зі звичайним вербальним спілкуванням. Досвід, який асоціюється з ясновидінням, зазвичай вперше відбувається в дитинстві в перші кілька років життя, і потім у період статевого дозрівання в 13-16 років. Уявним застосуванням незвичайних, невидимих засобів для отримання інформації компенсується потреба у спілкуванні при обмеженості в ньому, або відсутності навичок ефективного спілкування.
Разом з тим передбачення чи впевненість у тому, що події відбуваються в цей час поза зоною сприйняття людини, є нормальними. Багато подій повторюються з відомою періодичністю або просто досить часто, аби людина могла стверджувати про них, не спостерігаючи особисто. Крім того, підсвідомі процеси можуть давати певні доволі точні знання, що проявляється зокрема у виявленні хворобливих станів «цілителями-ясновидцями». Ряд захворювань, таких як виразки, цинга, запалення шлунково-кишкового тракту, холера, деякі види раку, туберкульоз, можуть несвідомо діагностуватися людиною за запахом, а інсульт — за зміною температури тіла. При змінених станах свідомості, наприклад, в стані сомнамбулізму, зростає точність інстинктивних відчуттів, що через неочевидність роботи може виглядати ясновидінням.